# Bruzella
Bruzella  är en ort i kommunen Breggia i kantonen Ticino, Schweiz. 
Bruzella var tidigare en självständig kommun, men 25 oktober 2009 blev Bruzella en del av nybildade kommunen Breggia.